# أنابيب الصرف الصحي

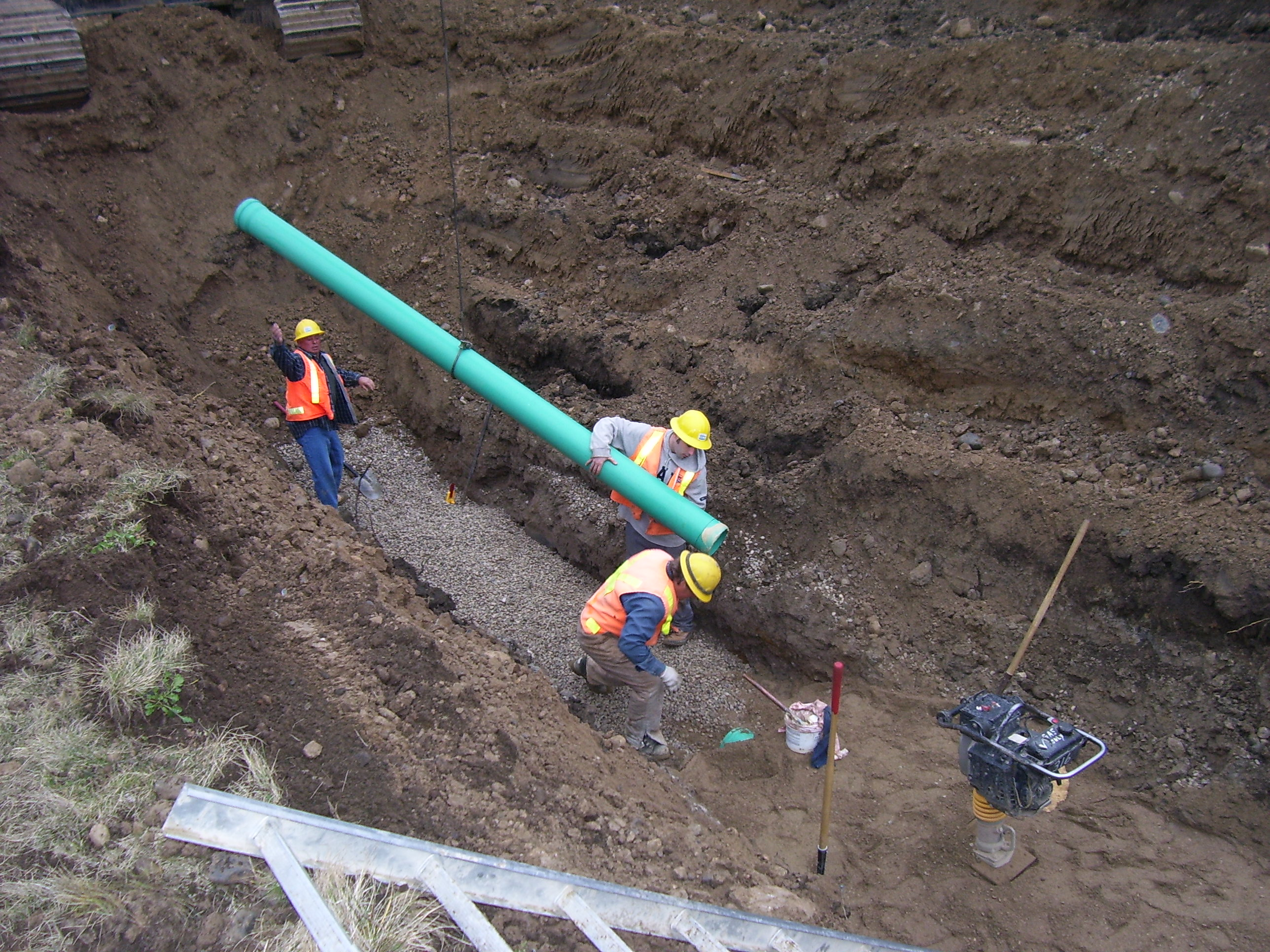
تصنع انابيب الصرف الصحي من مادة كلوريد البوليفينيل (PVC). وانابيب الصرف الصحي هي انابيب تتنقل مياة الصرف الصحي الناتجة عن مناطق التجمعات .والمجاري الصحية اصغر بكثير من المجاري المجمعة المصممة ايضا لحمل جريان المياه السطحية.

انابيب الصرف الصحي أو انابيب المجاري وهو انبوب يوجد تحت الأرض أو نظام انفاق ويستخدم لنقل مياه صرف من البيوت و المحلات التجارية (لاتنقل مياة الامطار) . ل معالجة الصرف الصحي اوالتخلص منها بشكل صحي. انابيب الصرف الصحي جزء من نظام يدعى ب نظام الصرف الصحي أو مجاري الصرف الصحي .
ربما يتم معالجة مياة الصرف الصحي للسيطرة على تلوث المياه قبل تصريفها إلى المياه السطحية .   كما تحمل المجاري الصحية التي تخدم المناطق الصناعية مياه الصرف الصناعي .
تم تصميم نظام الصرف الصحي لنقل مياة الصرف الصحي بشكل منفصل لوحدها . في البلديات التي تهتم بالصرف الصحي، من الممكن ان تنقل مصارف العواصف بشكل منفصل وتنقل جريان المياه السطحية مباشرة إلى المياه السطحية. تتميز المجاري الصحية عن المصاريف المجمعة، والتي تجمع بين مياه الصرف الصحي ومياة الامطار في أنبوب واحد. تعتبر أنظمة الصرف الصحي مفيدة لأنها تمنع حدوث الفياضانات فيضان مجاري الصرف الصحي .

## خلفية
تكون فعالية معالجة مياه الصرف الصحي اقل عندما يتم تخفيف المخلفات الصحية ب مياة الامطار وتحدث فياضانات المجاري المجتمعة عندما يتجاوز الجريان السطحي، بسبب الامطار ذوبان الثلج القدرة الاستيعابية (الهايدروليكية) ل محطات معالجة الصرف الصحي .وللتغلب على هذة العيوب قامت بعض المدن ببناء شبكة منفصلة لجمع مياة الصرف الصحي في البلديات واستبعاد جمع مياة الامطار في مصاريف منفصله . يعتمد إنشاء نظام مشترك أو نظامين منفصلين بشكل اساسي على الحاجة إلى معالجة مياة الصرف الصحي وتكلفة معالجه المياة اثناء هطول الامطار .العديد من المدن لديه انظمة صرف صحي مجتمعة التي بنيت قبل ان يركب معالجة المياة الذي لايحل محل نظام انابيب تصريف المياة

## أنواع

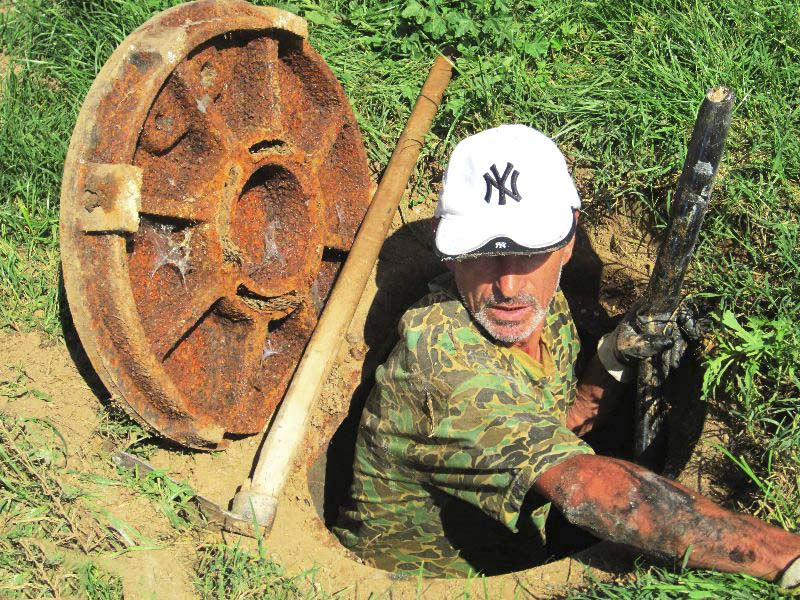
فتحه المجاري

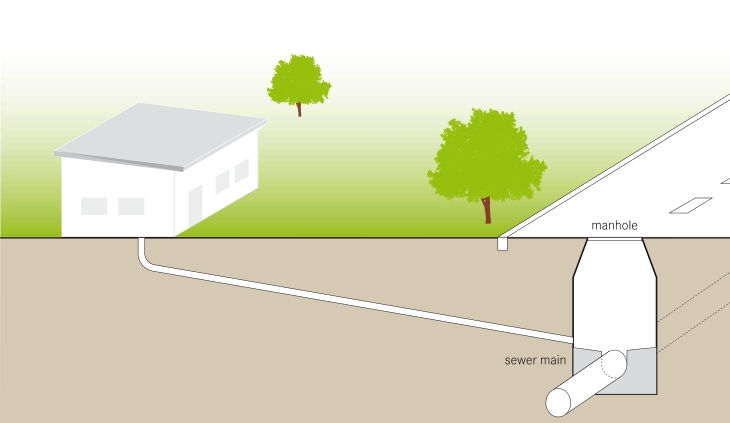
رسم بياني لمجاري الصرف الصحي التقليدية لنقل المياه السوداء والمياه الرمادية من المنازل إلى مركزها لمعالجة مياه الصرف الصحي.

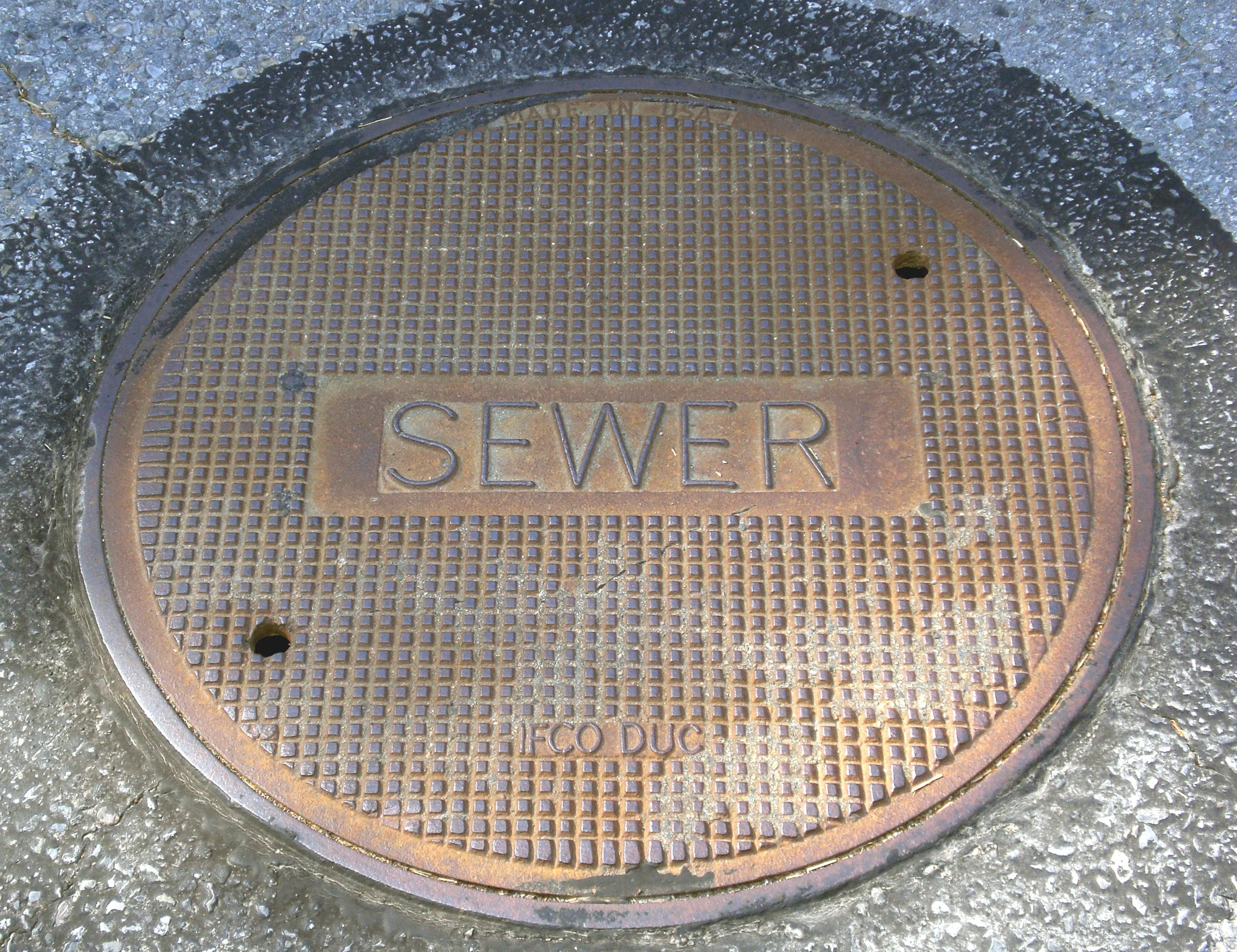
غطاء غرفة التفتيش نقطة الدخول لاانابيب الصرف الصحي.

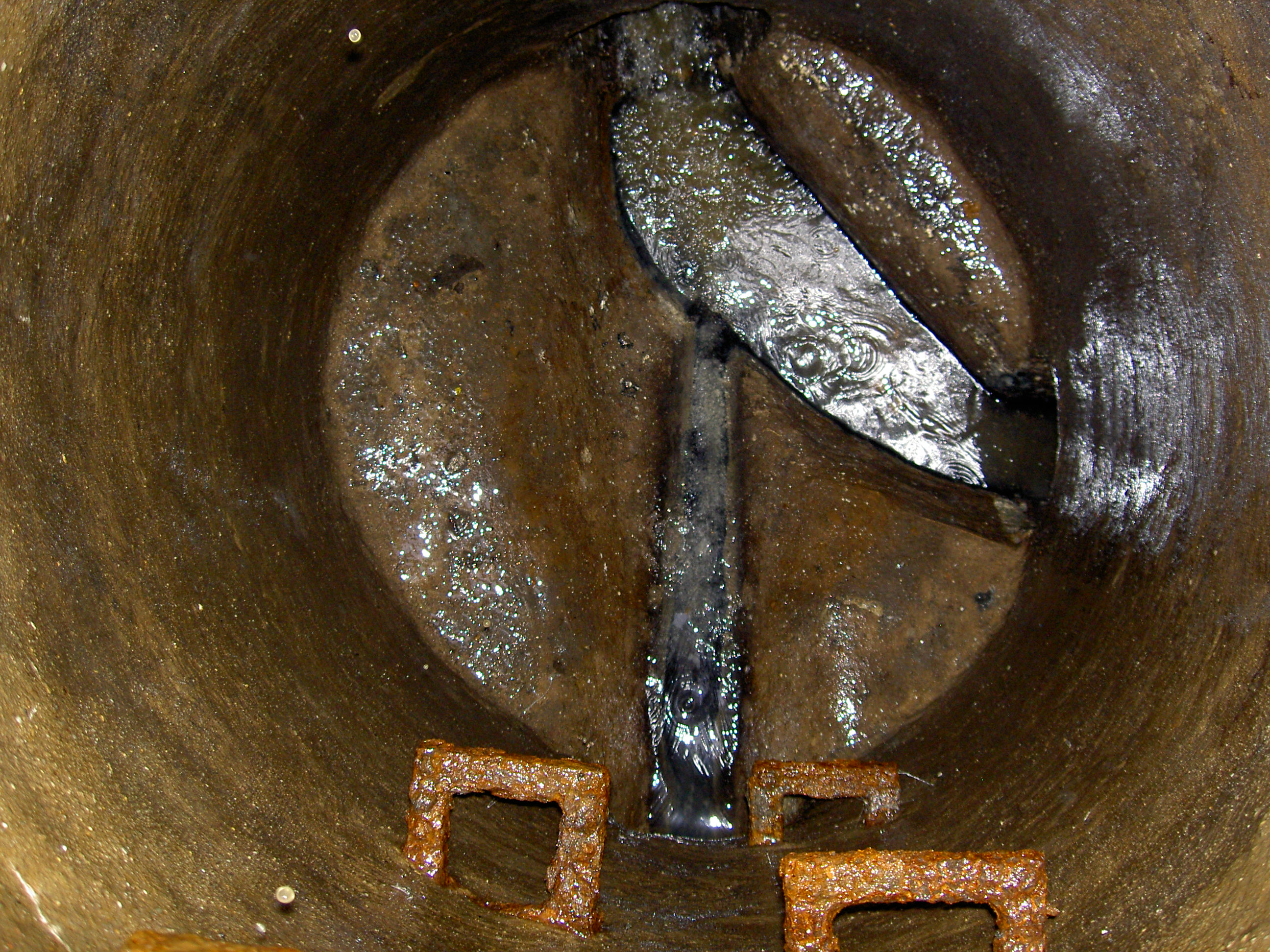
المنظر يمثل فتحة مفتوحة تفتح خطين صحيين متقربين. يدخل الخط الأكبر من اليمين ويغير الاتجاه داخل فتحة التفتيش للخروج من أعلى الصورة. يدخل خط أصغر من أسفل الصورة تحت خطوات الوصول. تحتوي الأرضية الخرسانية لغرفة التفتيش على قنوات لتقليل تراكم المواد الصلبة.

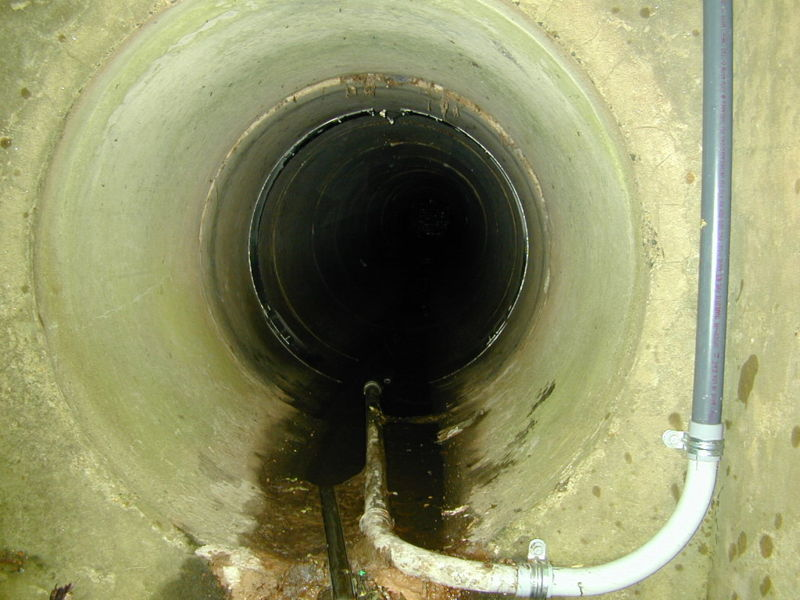
داخل المجاري الصحية الكبيرة ينظر إليها من فتحة التي تسهل عملية الوصول.

في العالم الحديث، المجاري عبارة عن أنابيب من المباني إلى خط واحد أو أكثر من خطوط الأنابيب الرئيسية تحت الأرض، والتي تنقل مياه الصرف الصحي إلى مرافق معالجة مياه الصرف الصحي . الأنابيب العمودية، المصنوعة عادة من الخرسانة مسبقة الصب ، تسمى غرف التفتيش ، تربط الأنابيب بالسطح. اعتمادًا على استخدام الموقع واستخدامه، يمكن أن تكون هذه الأنابيب الرأسية أسطوانية أو غير مركزية أو متحدة المركز . يتم استخدام غرف التفتيش للوصول إلى أنابيب الصرف الصحي للفحص والصيانة، وكوسيلة لتنفيس غازات الصرف الصحي. كما أنها تسهل الزوايا الرأسية والأفقية في خطوط الأنابيب المستقيمة.
تسمى الأنابيب التي تنقل مياه الصرف الصحي من مبنى فردي إلى خط مجاري مشترك ذي جاذبية مشتركة بالأطراف. عادة ما تعمل المجاري الفرعية تحت الشوارع وتتلقى جانبيًا من المباني على طول هذا الشارع وتفريغها بالجاذبية في شبكات الصرف الصحي في غرف التفتيش. قد تحتوي المدن الكبرى على مجاري تسمى الاعتراضات ، وتتلقى التدفق من العديد من شبكات الصرف الصحي.
يعتبر تصميم وتحجيم المجاري الصحية السكان الذين يتم خدمتهم على مدار العمر المتوقع للصرف الصحي، وإنتاج المياه العادمة للفرد، وذروة التدفق من توقيت الروتين اليومي. غالبًا ما يتم تحديد أقطار المجاري الدنيا لمنع انسداد المواد الصلبة المتدفقة في المراحيض ؛ ويمكن اختيار التدرجات للحفاظ على سرعات التدفق لتوليد اضطرابات كافية لتقليل ترسب المواد الصلبة داخل المجاري. كما يتم النظر في تدفقات مياه الصرف التجارية والصناعية، ولكن تحويل الجريان السطحي إلى مصارف العواصف يزيل قمم تدفق الطقس الرطب من شبكات الصرف الصحي المدمجة غير الفعالة.

### القوة الرئيسية
قد تكون المضخات ضرورية عندما تخدم المجاري الجاذبية مناطق على ارتفاعات أقل من محطة معالجة مياه الصرف الصحي، أو مناطق بعيدة عند ارتفاعات مماثلة. محطة الرفع عبارة عن حوض مجاري يرفع مياه الصرف الصحي المتراكمة إلى ارتفاع أعلى. قد يتم تفريغ المضخة في مجاري جاذبية أخرى في هذا الموقع أو قد يتم تصريفها من خلال قوة ضغط رئيسية في موقع بعيد.

### مجاري الصرف الصحي
أنظمة الصرف الصحي السائلة، وتسمى أنظمة الصرف الصحي الخالية من المواد الصلبة، لديها خزانات الصرف الصحي التي تجمع مياه الصرف الصحي من المساكن والشركات، ويتم إرسال النفايات السائلة التي تخرج من الخزان إما إلى مياه الصرف الصحي المركزية محطة معالجة أو نظام معالجة موزع لمزيد من العلاج. تتم إزالة معظم المواد الصلبة بواسطة خزانات الصرف الصحي، لذلك يمكن أن تكون محطة المعالجة أصغر بكثير من مصنع نموذجي. بالإضافة إلى ذلك، بسبب الانخفاض الكبير في النفايات الصلبة، يمكن استخدام نظام الضخ لتحريك مياه الصرف الصحي بدلاً من نظام الجاذبية. تحتوي الأنابيب على أقطار صغيرة، عادة من 1.5 إلى 4 بوصة ( 4 إلى 10سم) . بسبب ضغط مجرى النفايات، يمكن وضعها تحت سطح الأرض على طول محيط الأرض.

### مجاري مبسطة
تتكون المجاري الصحية المبسطة من أنابيب صغيرة القطر، عادة حوالي 100 مليمتر (4 بوصة) ، غالبًا ما يتم وضعها عند تدرجات مسطحة إلى حد ما (1 في 200). على الرغم من أن تكلفة الاستثمار في المجاري الصحية المبسطة يمكن أن تكون حوالي نصف تكلفة المجاري التقليدية، إلا أن متطلبات التشغيل والصيانة عادة ما تكون أعلى. المجاري المبسطة هي الأكثر شيوعًا في البرازيل وتستخدم أيضًا في عدد من المجاري الأخرى   البلدان النامية.  

### الصرف الصحي الشفاط
في المجتمعات المنخفضة، غالبًا ما يتم نقل مياه الصرف الصحي عن طريق المجاري الفراغية . يتراوح حجم خطوط الأنابيب من الأنابيب التي يبلغ 10 سنتيمتر (3.9 بوصة) في قطر إلى أنفاق مبطنة الخرسانة يصل إلى 9 متر (30 قدم) في القطر. يستخدم نظام الضغط المنخفض مضخة طاحونة صغيرة تقع في كل نقطة اتصال، وعادة ما يكون المنزل أو العمل. تستخدم أنظمة الصرف الصحي الفراغ الضغط الجوي التفاضلي لنقل السائل إلى محطة افراغ مركزية.